# خبيب بن عدي
خُبيب بن عَدِي (المتوفي سنة 4 هـ) صحابي من بني جحجبا بن كلفة من الأوس، قيل شهد غزوة بدر إلا أن ابن إسحاق والواقدي لم يذكراه فيمن شهد الغزوة. إلا أن المؤكد أن خبيبًا شارك في غزوة أحد،

## عنه
شارك في سرية المنذر بن عمرو التي بعثها النبي محمد إلى أهل نجد ليُعلموهم القرآن، فأُحيط بهم، وقُتل معظمهم، ثم وقع خبيب في الأسر فكان أسيرا عند أحد زعماء هذيل وهو زهير بن الأغر الهذلي فباعة في سوق مكة، فاشتراه أبو سروعة عقبة بن الحارث ليقتُله بأبيه الذي قُتل في بدر. فخرج به إلى التنعيم، ثم استأذنهم في صلاة ركعتين قبل أن يقتلوه، فأذنوا له، فكان أول من استنّ سُنّة الصلاة قبل القتل صبرًا، ثم أنشد خبيب قبل أن يقتلوه، فقال:
تأثر سعيد بن عامر تأثرا بالغا بحادثة قتل خبيب بن عدي وصلبه، ووقع في نفسه استنكار ما فعلته قريش من جهة، والأخلاق السمحة التي شاهدها في خبيب من جهة أخرى، فكان ما سمعه وشاهده من خبيب بن عدي هو السبب الرئيسي الذي جعل في نفسه الرغبة القوية للدخول في الإسلام.

## طالع أيضًا
- سعيد بن عامر الجمحي